# Kim Jin-ho
Kim Jin-Ho, född 1 december 1961, är en bågskytt från Sydkorea, som tog bronsmedalj vid bågskyttetävlingarna i olympiska sommarspelen 1984.